# Поройский сельсовет
Поро́йский сельсове́т — сельское поселение в Добровском районе Липецкой области. 
Административный центр — село Порой.

## История
Решением Липецкого облисполкома от 11 ноября 1983 г.  образован Поройский сельсовет путем разукрупнения Трубетчинского сельсовета
.
В соответствии с законом Липецкой области №114-оз «О наделении муниципальных образований в Липецкой области статусом городского округа, муниципального  района, городского и сельского поселения» от 2 июля 2004 года Поройский сельсовет наделён статусом сельского поселения.

## Население
| 2010 | 2012 | 2013 | 2014 | 2015 | 2016 | 2017 |
| ---- | ---- | ---- | ---- | ---- | ---- | ---- |
| 549  | ↘535 | ↘520 | ↘491 | ↘464 | ↘461 | ↘442 |
| 2018 | 2021 |      |      |      |      |      |
| ↗443 | ↗616 |      |      |      |      |      |

## Состав сельского поселения
| № | Населённый пункт | Тип населённого пункта       | Население |
| - | ---------------- | ---------------------------- | --------- |
| 1 | Порой            | село, административный центр | ↗616      |